# René Ducassou-Pehau
René Ducassou-Pehau (* 11. Juli 1927; † 15. Juli 2006 in Labourd) war ein französischer Automobilkonstrukteur.

## Werdegang
Der gebürtige Baske war seit dem 1. März 1960 beim Automobilhersteller Panhard angestellt, wo er als Ingenieur für das Bureau d’Études et de Recherches Carrosserie (B.E.R.C.), der Karosserieentwicklungs- und Versuchsabteilung, arbeitete. Louis Bionier beauftragte ihn zunächst mit stilistischen Überarbeitungen des Modells PL17, bevor sich Ducassou-Pehau gemeinsam mit André Jouan um das Projekt  V527, den späteren Panhard 24, kümmerte.
Nach der vollständigen Übernahme von Panhard durch Citroën 1965, waren Ducassou-Pehau und Bionier maßgeblich für die Gestaltung der Dyane verantwortlich, unterstützt vom späteren Designer des Citroën SM und CX, Robert Opron.
René Ducassou-Pehau gilt als Erfinder des Lenkrads mit feststehender Nabe, wie es ab 2004 im Citroën C4 umgesetzt wurde.